# エンリケ・ピエレット
エンリケ・ピエレット・エイランド（Enrique Pieretto Heiland、1994年12月15日 - ）は、プロD2・プロヴァンス・ラグビーに所属するラグビー選手。

## プロフィール
- アルゼンチン・コルドバ出身。
- ポジションはプロップ(PR)。
- 身長 186cm、体重 122kg
- U20アルゼンチン代表に選ばれたことがある[1]。
- アルゼンチン代表キャップは30（2025年1月現在）でワールドカップ2019のアルゼンチン代表に選ばれた[2]。

## 略歴
コルドバ・アトレティコ、ハグアレスを経て、2019年、エクセター・チーフスに加入。
2020年、グラスゴー・ウォリアーズに加入。
ワラターズを経て、2024年、プロヴァンスに加入。